# 2006 QH181
2006 QH181 est un objet transneptunien qui pourrait vraisemblablement être une planète naine. Il a un diamètre estimé entre 460 et 1 030 km, avec une estimation probable de 765 km. On suppose que son albédo est de 0,09 et que son orbite est comparable à celle d'Éris, mais celle-ci est encore mal connue en 2023, l'objet ayant été observé sur un faible arc d'observation entre 2006 et 2013. Il pourrait être en résonance 3:10 avec Neptune.